# Hendrikus d'Angremond
Hendrikus d'Angremond (Amsterdam, 22 april 1842 – Paramaribo, 26 oktober 1906) was een directeur en politicus in Suriname.
Hij was in Congo werkzaam voor een handelsvereniging waarna hij in 1883 benoemd werd tot directeur van de Surinaamsche Bank in Suriname. Zijn oudere broer Arend d'Angremond was daar tot kort daarvoor directeur-voorzitter, had een functie aanvaard bij de hoofddirectie van die bank in Amsterdam en werd later hoofddirecteur van de Surinaamsche Bank. H. d'Angremond zou zijn functie in Suriname blijven vervullen tot zijn dood. Daarnaast was hij consul van Portugal.
Bij de parlementsverkiezingen van 1888 werd hij verkozen tot lid van de Koloniale Staten. Zes jaar later behaalde hij onvoldoende stemmen om Statenlid te kunnen blijven.
D'Angremond overleed in 1906 op 64-jarige leeftijd.